# Matthias Doll

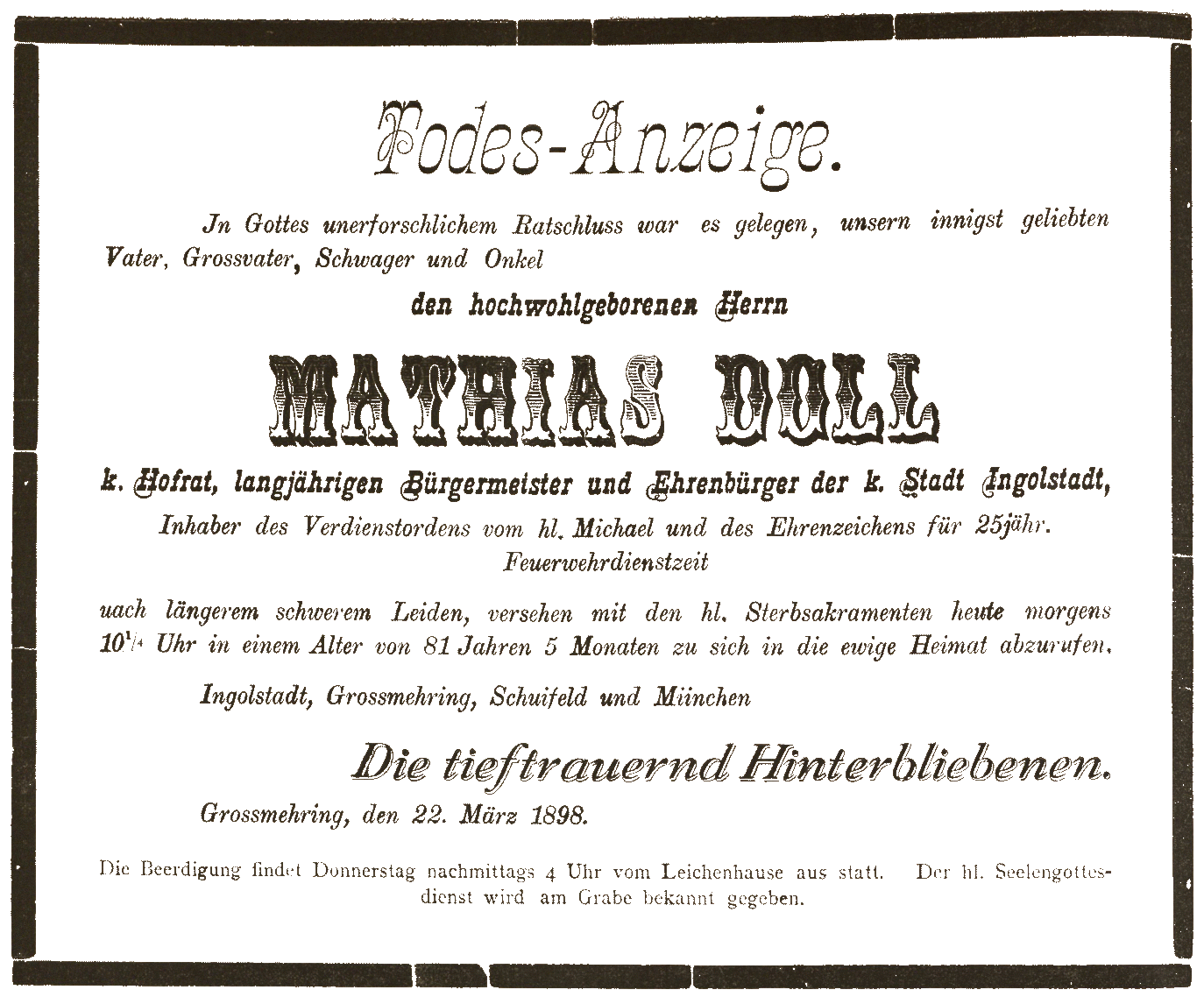

Matthias Doll (* 7. November 1816 in Pessenbach bei Tölz; † 22. März 1898 in Großmehring) war ein deutscher Kommunalpolitiker.

## Werdegang
Matthias Doll schloss 1836 das (heutige) Wilhelmsgymnasium München ab. Anschließend studierte er Philosophie (= Grundstudium) und dann Jura an der LMU in München und trat in den bayerischen juristischen Staatsdienst.
1855 verließ er diesen und war bis 1896 Rechtskundiger Bürgermeister von Ingolstadt.

## Ehrungen
- 1880: Ritterkreuz I. Klasse des Verdienstordens vom Hl. Michael
- 1896: königlicher Hofrat
- 1896: Ehrenbürger der Stadt Ingolstadt